# Idalus lucens
Idalus lucens là một loài bướm đêm thuộc phân họ Arctiinae, họ Erebidae.